# پیروزی آسان (رقابت)
یک پیروزی آسان (به انگلیسی: Walkover) (مخفف انگلیسی: W/O) زمانی اتفاق می‌افتد که هیچ شرکت‌کننده دیگری وجود ندارد، یا سایر شرکت‌کنندگان رد صلاحیت شده‌اند، یا باخته‌اند، یا از مسابقه انصراف داده‌اند. این اصطلاح می‌تواند نه‌تنها در ورزش بلکه در انتخابات بدون رأی نیز کاربرد داشته باشد، در این حالت از آن به‌عنوان برنده «پیش فرض» نیز یاد می‌شود. این واژه به‌طور کلی با گسترش، به‌خصوص در سیاست، برای انتخاباتی استفاده می‌شود که در آن برنده هرچند تنها شرکت‌کننده نیست اما رقابت کمی پیش رو دارد یا هیچ رقابتی ندارد. مفهوم دقیق یا کلی «پیروزی آسان» به عنوان یک کلمه واحد، هر دو از سال ۱۸۲۹ یافت می‌شود.